# Melvin Purvis
Melvin Horace Purvis II. (Timmonsville, Carolina do Sul, 24 de outubro de 1903 – Florence, Carolina do Sul, 29 de fevereiro de 1960) foi o agente federal do FBI, cuja equipe matou o famoso assaltante de bancos John Dillinger em Chicago, em junho de 1934. Logo depois em julho de 1935, deixou o FBI para se dedicar a vida privada. Em 29 de fevereiro de 1960, ele se suicidou em sua casa em Florence, Carolina do Sul.
Purvis tinha a reputação de usar métodos muito difíceis contra entrevistados recalcitrantes. Roger Touhy, um gângster da liga menor que foi preso quando Purvis lutou contra a enorme organização Capone durante a Proibição, alegou ter sofrido a perda de 25 kg de peso corporal e vários dentes, além de quebrados, vértebras devido a ser espancado toda vez que adormeceu durante semanas de interrogatório pelos homens de Purvis. Purvis se tornou o garoto de ouro do FBI, tendo capturado mais inimigos públicos designados do que qualquer outro agente, mas se viu de fora depois que começou a desfrutar de uma mídia melhor do que J. Edgar Hoover.

## Biografia

### Carreira
Melvin Purvis nasceu na pequena cidade de Timmonsville, Carolina do Sul em 1903, filho de um fazendeiro e empresário do ramo de tabaco, Purvis tinha seis irmãs e um irmão.
Purvis cursou direito na University of South Carolina School of Law, tendo uma curta carreira como advogado. Em 1927 Purvis ingressou no FBI, tendo trabalhado nos escritórios de Birmingham, Oklahoma City, e Cincinnati, demonstrando um ótimo trabalho foi nomeado pelo diretor do FBI, J. Edgar Hoover, como chefe do escritório da filial em Chicago.
A chegada de Purvis em Chicago, Illinois, aconteceu em um momento delicado da história dos Estados Unidos, o país passava pela grande depressão, o desemprego estava em alta, e passaram a surgir assim grandes criminosos, especializados especialmente em assalto à bancos, esses criminosos contudo, passariam a ter uma espécie de respeito e admiração da população simples que passava por enormes dificuldades financeiras. Isso fez que alguns deles chegassem ao posto de celebridades, exemplos de Pretty Boy Floyd, Baby Face Nelson e especialmente John Dillinger. 
Em Chicago, Purvis foi o líder da operação para capturar esses criminosos, participou pessoalmente da morte de Pretty Boy Floyd e Baby Face Nelson em 1934, porém o grande ápice da carreira de Purvis foi a captura do inimigo público número 1, John Dillinger, a operação construída pelo FBI, terminou com a morte do criminoso em frente ao teatro Biograph, onde Dillinger tinha ido assistir a um filme, Dillinger foi morto pelos agentes, Charles B. Winstead e Herman Hollis, em uma operação coordenada pelo agente Purvis. Com o sucesso da operação Purvis foi alçado ao posto de celebridade nacional, sendo que em uma pesquisa realizada em 1934 pelo The Literary Digest's, foi eleito a segunda pessoa mais famosa dos Estados Unidos, atrás apenas do presidente Franklin D. Roosevelt.
O sucesso de Purvis contudo gerou uma certa inveja do diretor do FBI Edgar Hoover, que o colocou em tarefas de menor importância, fazendo com que Melvin renunciasse ao cargo em 1935.
Após sua saída do FBI, Purvis ingressou no Exército dos Estados Unidos em 1942, participando da Segunda Guerra Mundial, trabalhando no setor de inteligência. Após o fim da guerra Purvis participaria das investigações a serviço do exército, interrogando alguns membros do governo Nazista, como Hermann Göring, ajudando na criação do dossiê que colocaria luz aos crimes cometidos pelo Nazismo na Segunda Guerra Mundial, terminando com o julgamento dos membros do partido Nazista no tribunal de Nuremberg.
Em 1960, Purvis foi morto por um disparo de sua própria arma, as investigações realizadas pelo FBI, não conseguiram definir se o ex-agente cometeu suicídio ou se atirou em si mesmo acidentalmente, quando tentava remover uma bala presa na câmara de sua pistola.

## Na Cultura Popular
O agente Melvin Purvis foi interpretado pelo ator Christian Bale, no filme Inimigos Públicos de 2009, do diretor Michael Mann. 